# From Vegas to Macau III
From Vegas to Macau III (De Vegas para Macau 3 (título em Portugal) ou O Mestre dos Jogos 3 (título no Brasil)), é um filme chinês-honconguês de 2016, de gênero comédia, dirigido por Andy Lau e Wong Jing, protagonizado por Chow Yun-fat, Andy Lau, Nick Cheung e Li Yuchun, com participação especial de Jacky Cheung e Carina Lau. O filme é parte da série From Vegas to Macau II. Foi lançado em Hong Kong no dia 8 de fevereiro de 2016, dando continuidade na China em 8 de fevereiro de 2016.

## Elenco
- Chow Yun-fat, como Ken Shek (石一堅) / Ko Chun, O Deus de Gamblers (賭神高進)
- Andy Lau, como Michael "Dagger" Chan, O Cavaleiro de Gamblers (賭俠陳刀仔)
- Nick Cheung, como Mark (馬尚風)
- Li Yuchun, como Ko Fei (高菲)
- Jacky Cheung, como Yik Tin-hang (易天行)
- Carina Lau, como Molly (莫愁)
- Charles Heung, como Lung Ng (龍五)
- Shawn Yue, como Vincent (阿樂)
- Psy, como Mr. Wong
- Angela Wang, como Ma Cho-yat (馬初一)
- Jacky Heung, como Lung Sap-ng (龍十五)
- Michelle Hu, como Purple (紫衣)
- David Chiang, como Victor (偉哥)
- Law Kar-ying, como Only Yu
- Kimmy Tong, como Rainbow (石彩虹)
- Elena Kong, como Miss Ice
- Philip Keung, como Ma Tai-fat (馬大發)
- Derek Tsang, como  Polícia da Interpol
- Maria Cordero, como Guarda de Prisão
- Ng Chi-hung, como a Big Brother B
- Lo Hoi-pang, como Rei Mahjong
- Yuen Qiu, como Rainha Mahjong
- Jacquelin Chong, como Dice Queen
- Grace Wong, como Polícia da Interpol
- King Kong Lee, como Rei Negro de Jiufen
- Hanjin Tan, como Prisioneiro
- Terence Siufay, como prisioneiro
- Tony Ho, como Prisioneiro
- Iris Chung, como Iris
- Wong Jing, como Prisioneiro

## Produção
As filmagens começaram em agosto de 2015.  

## Bilheteria
Na Chia, o filme abrii junto com a série The Mermaid e The Monkey King 2 atingindo um recorde de 26,9 milhões.  